# سرحا
سرحا (به عربی: سرحا) یک روستا در سوریه است که در ناحیه سعن واقع شده‌است. سرحا ۶۴۴ نفر جمعیت دارد.